# Паладій Ярослав Юрійович
Ярослав Паладій (21 квітня 1910, Кострижівка — 19 січня 1977, Гантер) — український скульптор, різьбяр, автор унікальної «Абетки з історії України».

## Життєпис
Народився 21 квітня 1910 року в с. Кострижівка (нині Заставнівського району Чернівецької області) в учительській родині. Перебування Буковини в міжвоєнний період під владою Румунії спричинило його навчання в румуномовній сільській школі. Продовжив навчання в ліцеї для хлопців ім. Г. Гіка в м. Дорогой. 1932—1938 навчався в Академії мистецтв у Бухаресті (Румунія). Будучи студентом, під керівництвом монументаліста професора Мидрі створив великогабаритні барельєфи (заввишки 6—7 м., завдовжки 8 м.) для оздоблення Королівської офіцерської академії в Бухаресті та румунського павільйону на Всесвітній виставці в Нью-Йорку (США). Після закінчення 1939 Педагогічного університетського семінару за спеціальністю «образотворче мистецтво та каліграфія» працював учителем рисунків і краснописів у комерційному ліцеї для хлопців.
Із встановленням радянської влади на Буковині та після проведеної реорганізації навчальних закладів за радянським зразком Паладій у числі інших представників інтелігенції краю покинув рідну землю. Працював на порцеляновій фабриці в м. Карлсруе (Німеччина).
1942 повернувся на українські землі. Вчителював у Городенці, проте восени 1944 перебрався до Австрії, де опинився в українському таборі для переселенців Лексенфельд поблизу Зальцбурга. 1947 став членом Спілки українських науковців, літераторів і мистців. Відкривши різьбярську майстерню, працював різьбярем народного мистецтва. Свідченням визнання мистецького таланту Паладія в Австрії стало прийняття його до Мистецького товариства «Кунст Ферайн».
1949 переїхав у США. Оселившись у Нью-Йорку, став членом Об'єднання українських мистців Америки та Літературного клубу, брав участь у щорічних виставках. Для заробітку працював над проектуванням мережі міських водопроводів.
Активно займався громадською діяльністю. Брав участь у роботі Українського студентського товариства «Чорноморе» у Філадельфії (США), члени якого вважали Паладія «батьком» Української буковинської громади в Нью-Йорку. Тісно співпрацював з іншими українськими громадськими організаціями в США, створивши для них чимало печаток, екслібрисів.

## Творчість
Своєрідним свідченням туги Паладія за Україною стала низка його робіт: «Князь Ігор на коні» (гіпсова горорізьба, під бронзу), «В'їзд Б.Хмельницького до Києва» (пірографіка з використанням картини буковинського художника М. І. Івасюка); «Нестор Літописець» (графіка); акварелі «Перехоплення турецького посланця», «Коні на волі» та інші. За його проектом збудована гуцульська церква в містечку Гантер (штат Нью-Йорк), де околиця нагадувала природу буковинських Карпат. Автор проектів пам'ятника Тарасові Шевченку і гетьманові Іванові Мазепі (макет пам'ятника було встановлено в Українській православній консисторії у Музеї в Бавнд Бруку в пам'ять жертвам Голодомору 1932—1933 років в УСРР).
Ярослав Паладій створив технікою випалювання на липовій дошці (пірографіка) портрети митрополита Андрея Шептицького та кардинала Йосифа Сліпого в натуральну величину. Ці портрети і проект гуцульської церкви Паладій передав до Українського інституту Америки в Нью-Йорку.

### Абетка з історії України
Особливе місце серед мистецької спадщини Ярослава Паладія займає унікальна «Абетка з історії України», над якою він працював 3 роки. Автор намагався, щоб кожна із 33-х літер-ілюстрацій «нагадала малому й старому дорогий серцю образ рідної України». Незвичайність виконаних літер полягає в тому, що автор їх не просто малював, а «вибудовував», обравши як матеріал для оформлення літер молодий дуб, — улюблене дерево українського народу. Ця символіка підкреслює національний характер його праці.
Уперше літери-картини української абетки, кожна з яких була розміщена на спеціальних стендах, було репрезентовано Паладієм у серпні 1968 в Українському інституті Америки з нагоди приїзду верховного архієпископа (патріарха) і кардинала Йосифа Сліпого. Нині ці мистецькі твори зберігаються в Українському патріаршому музеї в Римі (Італія).
У вигляді книги українська абетка побачила світ 1973 як ювілейне видання Наукового товариства імені Шевченка в серії Української літературної бібліотеки (т. 10). Віршовані підписи до кожної літери здійснив здивований новизною виконання літер-картин поет Леонід Полтава. Із вміщеною картою України «Абетка…» миттєво здобула популярність в українському діаспорному середовищі. Уперше книга потрапила в Україну як подарунок дружини скульптора учасникам львівського дитячого хору «Дударик», що перебували з гастролями в США, згодом — письменницям Ірині Калинець та Софії Майданській.
Вказане видання, а також 2 примірники «Абетки…» — у вигляді блокнотів в авторському виконанні: у форматі А-4, без віршованих підписів, друга — мініатюрна, «кишенькова», з його короткими власноручними підписами (дещо недосконалими, але влучними), у числі інших оригінальних матеріалів з особистого архіву Паладія нині зберігаються у відділі Буковинської діаспори Чернівецького краєзнавчого музею. Ці матеріали, які передала із США в Україну дружина митця Є. Паладій-Поритко, зіграли вагому роль у поверненні українському народу імені скульптора Паладія. Його «Абетка…» по праву стала однією зі сторінок величної книги української культурної спадщини.

## Смерть
Помер у м. Гантер (штат Нью-Йорк). Похований на українському православному цвинтарі св. Андрія Первозваного в Саут Бавнд Бруку (штат Нью-Джерсі). На пам'ятнику викарбувано прізвище «Паладій» літерами-картинами «Абетки…», що слугують продовженням його мистецької творчості, насиченої любов'ю до України.